# Fridão
Fridão is een plaats (freguesia) in de Portugese gemeente Amarante en telt 845 inwoners (2001).